# Peggy Wauters
Peggy Wauters (Aalst, 23 september 1968) is een Belgisch beeldend kunstenaar. Zij maakt onder meer schilderijen, foto-collages, sculpturen en keramiek.
Zij studeerde onder andere aan de Koninklijke Academie voor Schone Kunsten van Antwerpen.
Wauters had solo-tentoonstellingen onder andere in Bangkok en Dubai (beide 2008), in Gent (2010, 2013, 2015) en in Dallas (2015). In 2015 verscheen een boek over haar werk, met de titel The big Escape.
Wauters heeft sinds 2020 haar atelier in een oud industrieel pand te Aalst.
- Gemeinsame Normdatei: 1067975551
- International Standard Name Identifier: 0000 0004 4617 0910
- Library of Congress Control Number: no2016045450
- Nederlandse Thesaurus van Auteursnamen: 390692832
- RKD-Nederlands Instituut voor Kunstgeschiedenis: 239039
- Virtual International Authority File: 314883496
- WorldCat: E39PBJpdMhQJf8YTPYQCqjmjmd